# موشان (زبرخان)

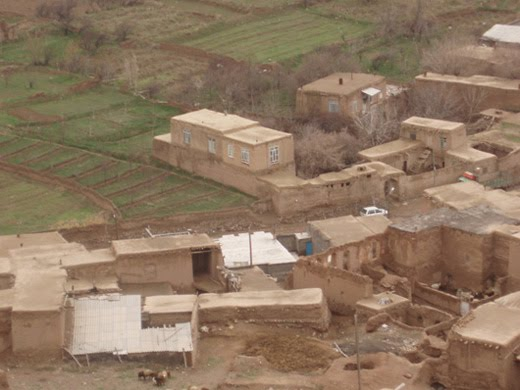

کوشان ، روستایی از توابع شهرستان زبرخان در استان خراسان رضوی ایران است.این روستا در گذشته موشان نامیده می شد. این روستا از نظر تاریخی قدمت خیلی زیادی دارد و آثار باستانی هم دارد.

## جمعیت
براساس سرشماری مرکز آمار ایران در سال ۱۳۸۵، جمعیت آن ۳۴۶ نفر (۱۱۰خانوار) بوده‌است.